# Alconeura praeclara
Alconeura praeclara är en insektsart som först beskrevs av Ruppel och Delong 1952.  Alconeura praeclara ingår i släktet Alconeura och familjen dvärgstritar. Inga underarter finns listade i Catalogue of Life.